# El Ojo
El Ojo es una isla flotante circular giratoria deshabitada ubicada dentro de un lago circular un poco más grande en el Delta del Paraná, Provincia de Buenos Aires, Argentina.
Imágenes satelitales registran la existencia de la isla desde al menos el año 2003.

## Descripción
La isla es única entre sus contrapartes flotantes ya que tiene una forma casi perfectamente circular. Como la isla gira constantemente sobre su propio eje debido al flujo del río debajo de ella, se produce un corte alrededor de su borde exterior, erosionando la isla hasta darle su forma circular, similar a los discos de hielo. La isla tiene aproximadamente 118 metros de diámetro, aunque se reducirá con el tiempo a medida que se produzca la erosión. Aún no se sabe cómo ni cuándo se formó inicialmente la isla; las primeras imágenes conocidas de Google Earth datan de 2003. La isla recibe su nombre porque parece un ojo cuando se la ve desde arriba: a medida que la isla gira dentro del lago en forma de media luna que la rodea, el ojo parece moverse. La isla ha sido comparada con un fenómeno de disco de hielo flotante giratorio y de forma similar observado en el río Presumpscot cerca de Westbrook, Maine, Estados Unidos.
El Ojo fue descubierto por el cineasta argentino Sergio Neuspiller, y las investigaciones han demostrado que la isla existe al menos desde 2003. En 2016, Neuspiller y el ingeniero hidráulico Ricardo Petroni comenzaron a financiar colectivamente una expedición a la isla con la esperanza de realizar buceo, recopilación de datos con drones y análisis de suelos y plantas; sin embargo, sus intentos de recaudación de fondos fracasaron y alcanzaron sólo US$ 9898 de su objetivo de US$ 50 000. El 10 de octubre de 2016, Kickstarter declaró infructuosa la campaña de recaudación de fondos.